# Alectis indica
Az Alectis indica a csontos halak (Osteichthyes) főosztályának a sugarasúszójú halak (Actinopterygii) osztályába, ezen belül a sügéralakúak (Perciformes) rendjébe és a tüskésmakréla-félék (Carangidae) családjába tartozó faj.

## Előfordulása
Az Alectis indica előfordulási területe a Vörös-tenger, az Indiai- és a Csendes-óceán. Elterjedési területe a Vörös-tengertől és Kelet-Afrikától, egészen a Francia Polinéziáig tart. Északon Japán, míg délen az Arafura-tenger és Ausztrália alkotják a határt.

## Megjelenése

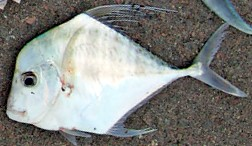
fiatal példány

Ez a hal általában 100 centiméter hosszú, de akár 165 centiméteresre is megnőhet. Testtömege legfeljebb 25 kilogramm. 24 csigolyája van. A fiatal példánynál a has alatti úszó nagyon hosszú és nyúlványok lógnak belőle. Mellúszói hosszabbak, mint a feje. Szintén a fiatal egyednél a hasúszói is meghosszabbodott. Teste majdnem pikkely nélküli. A fiatalnál 5-6 halvány kék csík húzódik a háti résztől a test közepéig.

## Életmódja
Trópusi, tengeri halfaj, amely a korallzátonyok közelében él, körülbelül 20-100 méteres mélységben. A brakkvízbe is beúszik. Rajokban vadászik. Tápláléka halak, kalmárok és rákok. Az ivadék magányos; a felszínen vagy a folyótorkolatokban medúzákat utánozva él.

## Felhasználása
Az Alectis indicának van ipari halászata. A magán- és városi akváriumok egyaránt kedvelik.

## Képek

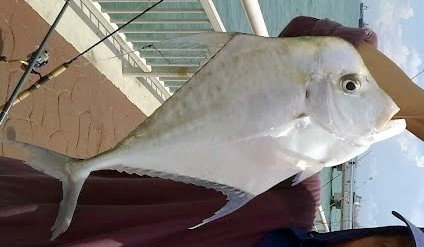
Alectis indica
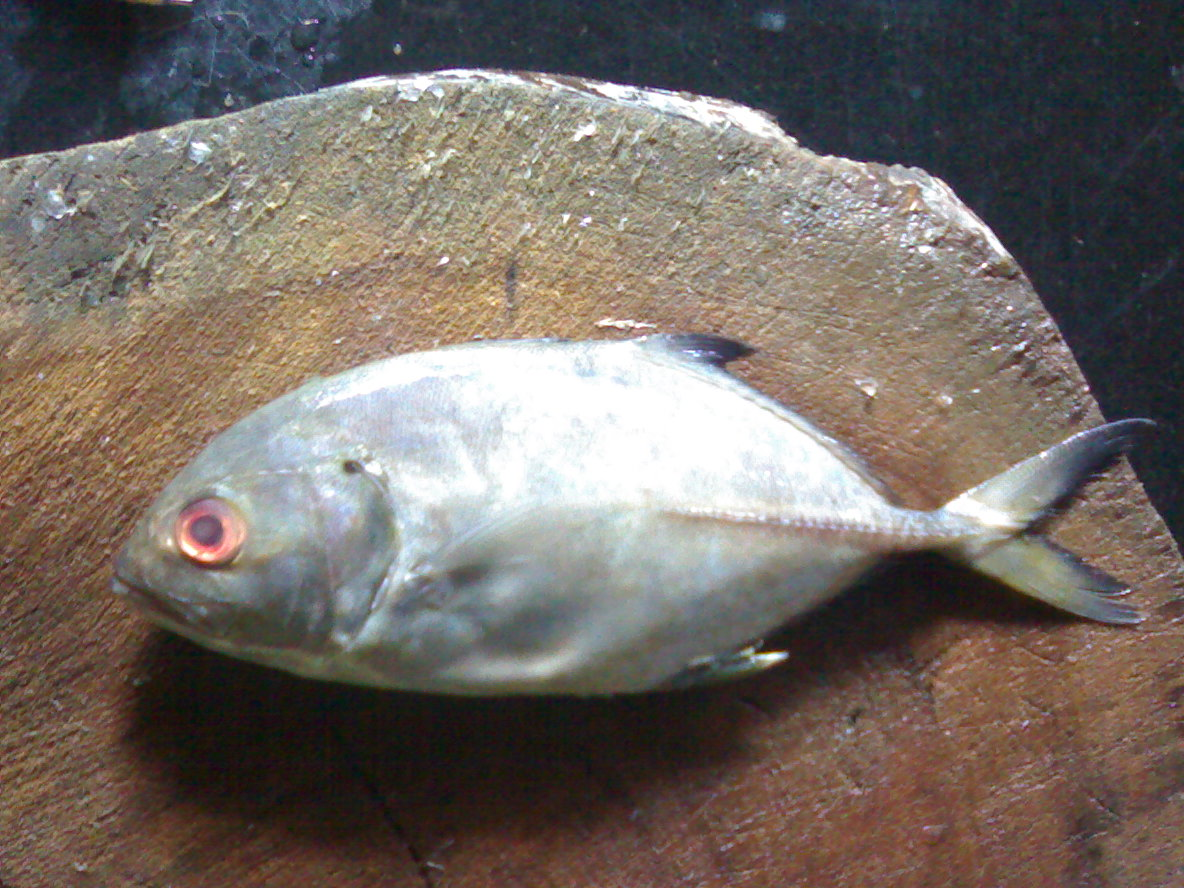
kifogva
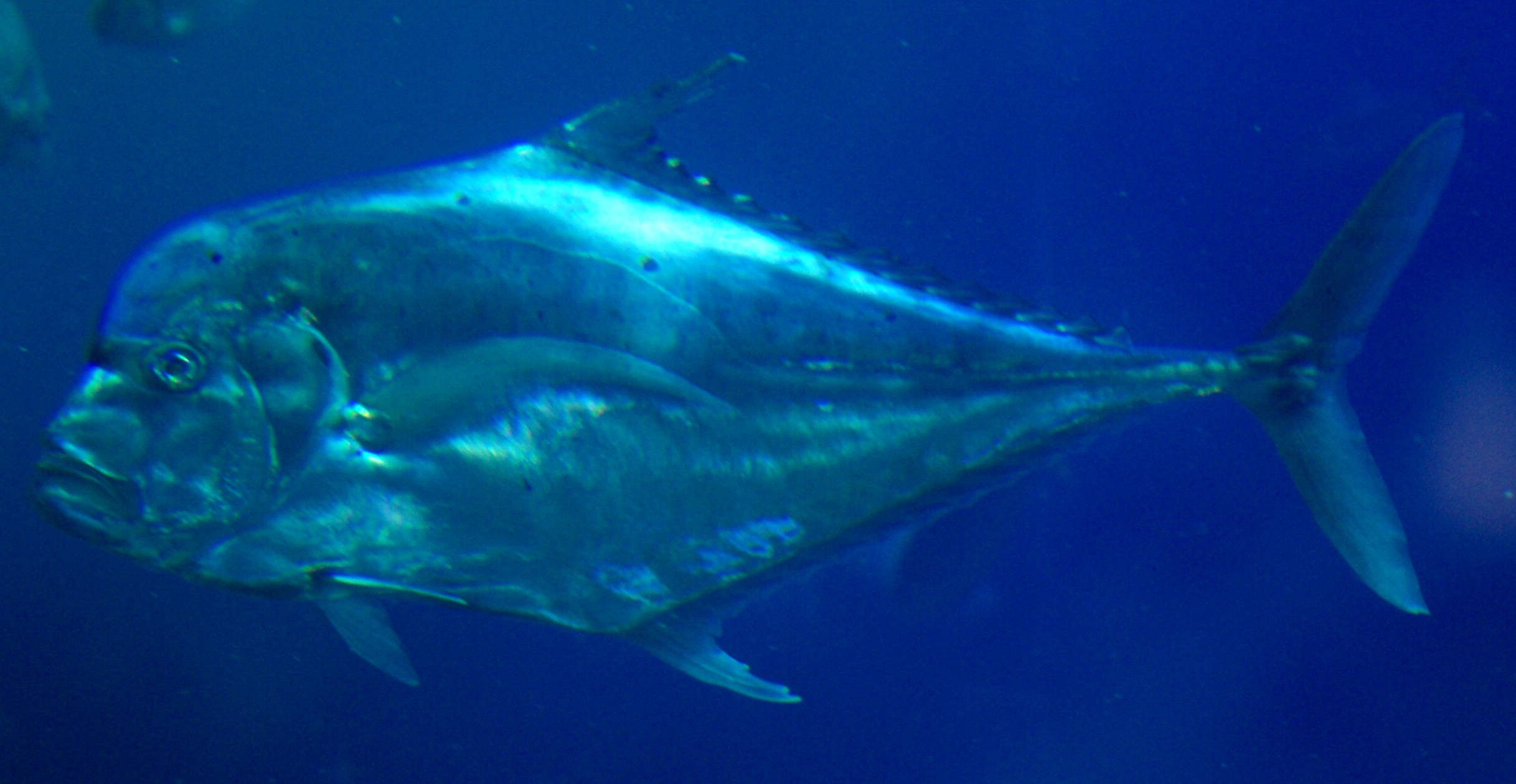
és szabadon
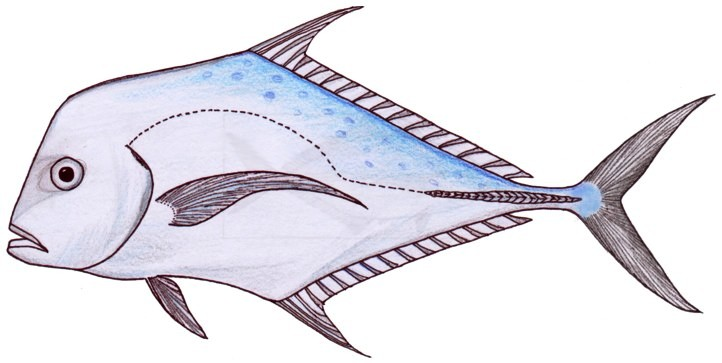
rajz a halról